# سیرکوس ماکسیموس
سیرکوس ماکسیموس (به زبان لاتین: Circus Maximus) و به زبان ایتالیایی: Circo Massimo (چیرکو ماسیمو)، به معنی بزرگ‌ترین (محل) سیرک است. سیرکوس ماکسیموس در اصل یک ورزشگاه بزرگ بود که بسیاری مراسم روم باستان در آن برگزار می‌شد. این ورزشگاه در دره ای میان تپه‌های اوینتین و پالاسیوم قرار دارد. سیرکوس ماکسیموس بزرگ‌ترین ورزشگاه در امپراتوری روم بود.
سیرکوس ماکسیموس، ۶۲۱ متر طول و ۱۱۸ متر عرض دارد و می‌توانست ۱۵۰ هزار تماشاچی را در خود جای دهد. این مکان امروزه تبدیل به یک پارک عمومی شده‌است.
تیتوس لیویوس در کتاب از پیدایش روم می‌گوید که نخستین بار لوکیوس تارکوئینیوس پریسکوس، پنجمین شاه روم، پایه‌های این ورزشگاه را پی‌ریخت و زمینی بدان اختصاص داد و برای دو طبقهٔ ممتاز روم، سوارکاران و پاتریسی‌ها، کرسی‌هایی ساخت، و زان‌پس در این سیرکوس بازی‌هایی موسوم‌به «بازی‌های رومی و بزرگ» برگزار شدند. هفتمین و آخرین شاه روم، لوکیوس تارکوئینیوس متکبر، نیز کرسی‌هایی برای عوام ساخت.